# Patryk Sieradzki
Patryk Sieradzki (* 6. Oktober 1998) ist ein polnischer Mittelstreckenläufer, der sich auf die 800-Meter-Strecke spezialisiert hat.

## Sportliche Laufbahn
Erste internationale Erfahrungen sammelte Patryk Sieradzki im Jahr 2022, als er bei den Weltmeisterschaften in Eugene mit 1:48,78 min in der ersten Runde über 800 Meter ausschied. 2025 erreichte er bei den Halleneuropameisterschaften in Apeldoorn das Halbfinale und schied dort mit 1:46,94 min aus, wie auch bei den Hallenweltmeisterschaften kurz darauf in Nanjing mit 1:47,55 min.
2022 wurde Sieradzki polnischer Hallenmeister im 800-Meter-Lauf.

## Persönliche Bestzeiten
- 800 Meter: 1:45,13 min, 3. Juni 2022 in Bydgoszcz
  - 800 Meter (Halle): 1:46,32 min, 7. März 2025 in Apeldoorn